# Thun-Saint-Martin
Thun-Saint-Martin is een gemeente in het Franse Noorderdepartement (regio Hauts-de-France). De gemeente telt 460 inwoners (1999) en maakt deel uit van het arrondissement Cambrai.

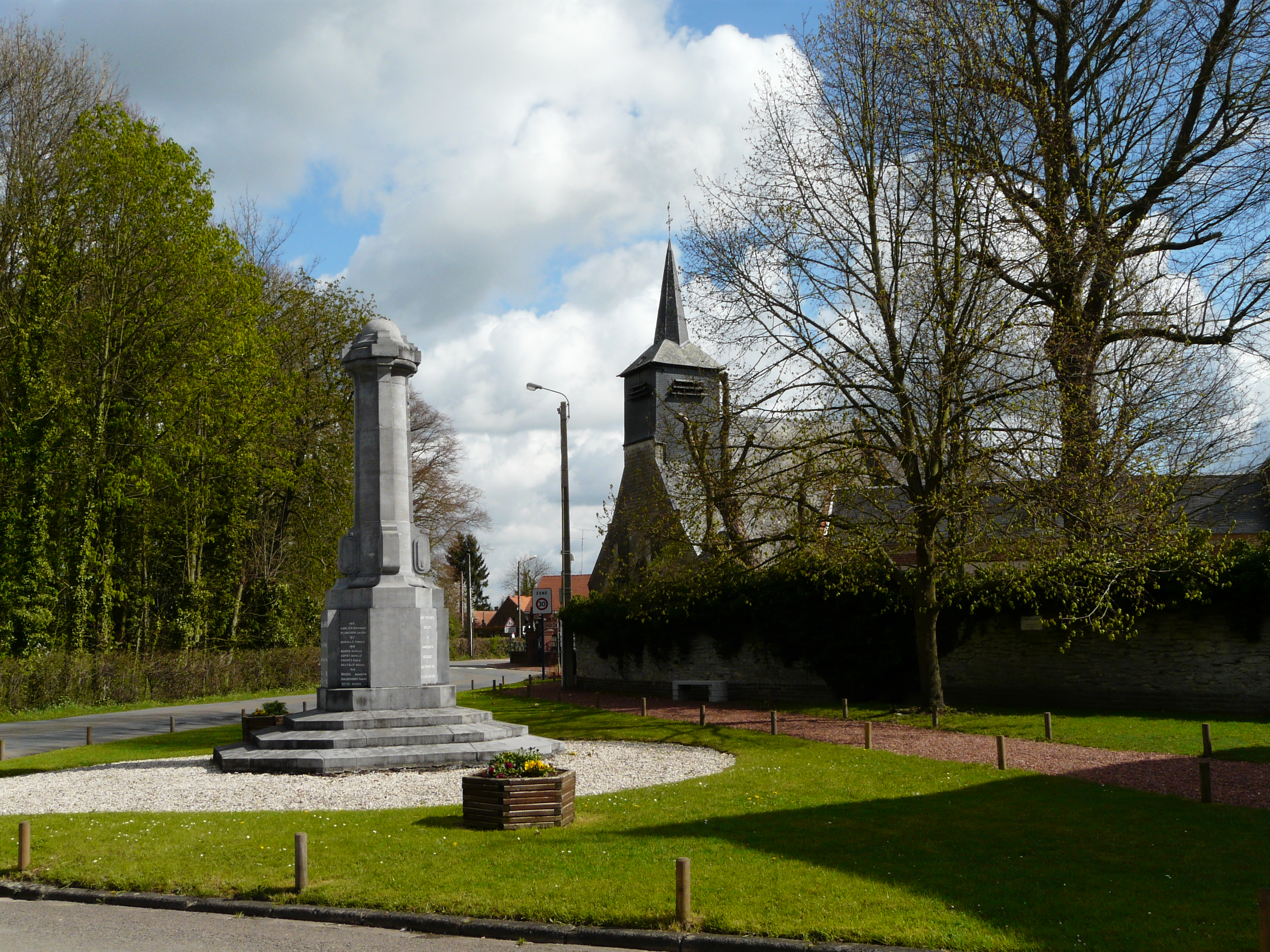
Dorpscentrum

## Geografie
De oppervlakte van Thun-Saint-Martin bedraagt 6,0 km², de bevolkingsdichtheid is 76,7 inwoners per km².
De onderstaande kaart toont de ligging van Thun-Saint-Martin met de belangrijkste infrastructuur en aangrenzende gemeenten.
Thun-Saint-Martin ligt aan de Schelde. In 2020 kwam in Thun-Saint-Martin 100.000 m³ afvalwater van een bietenverwerkend bedrijf in de Schelde terecht, wat desastreuze gevolgen had voor het visbestand op de rivier, tot ver stroomafwaarts.

## Bezienswaardigheden
- De Église Saint-Martin

## Demografie
Onderstaande figuur toont het verloop van het inwonertal (bron: INSEE-tellingen).